# Paddington (phim)
Paddington là một bộ phim hài Anh phát hành năm 2014 do Paul King làm đạo diễn, King cùng Hamish McColl viết kịch bản và David Heyman sản xuất. Phim dựa theo nhân vật Chú gấu Paddington của nhà văn Michael Bond. Các diễn viên chính bao gồm Hugh Bonneville, Sally Hawkins, Julie Walters, Jim Broadbent, Peter Capaldi và Nicole Kidman, cùng với Ben Whishaw lồng tiếng cho nhân vật gấu Paddington. Phim được phát hành ở Vương quốc Anh vào ngày 28 tháng 11 năm 2014, tại Hoa Kỳ vào ngày 16 tháng 1 năm 2015 và tại Việt Nam vào ngày 1 tháng 1 năm 2015.

## Nội dung
Paddington kể về một chú gấu con với một niềm đam mê to lớn về nước Anh, đã một mình chu du đến tận Luân Đôn để tìm cho mình một mái nhà. Nhưng chú nhanh chóng nhận ra mình bị lạc trong nhà ga Paddington, và may mắn được gia đình nhà Brown tốt bụng đưa về nhà họ ở tạm, và bà Brown đặt tên cho chú là Paddington.
Những hành động và cư xử kỳ lạ của Paddington do chưa quen với cuộc sống mới gây cho nhà Brown và những người xung quanh nhiều phiền toái và những tình huống trớ trêu. Nhưng bọn trẻ nhà Brown yêu mến chú và chính Paddington cũng dần cảm nhận mình trở thành một thành viên của gia đình. Đúng lúc đó thì người phụ nữ bí ẩn Millicent Clyde - có liên quan đến quá khứ và chiếc nón bất ly thân của Paddington - xuất hiện và đe dọa thử thách tình cảm gia đình mà Paddington vừa khó khăn tìm được.
Millicent là giám đốc của Bảo tàng Lịch sử Tự nhiên. Ả có sở thích bắt, giết và nhồi bông động vật. Ả bắt đầu chú ý đến Paddington nên lên kế hoạch săn lùng chú gấu. Gia đình Brown có việc phải đi ra ngoài, để Paddington ở nhà một mình. Millicent lợi dụng ông hàng xóm Curry kế bên nhà gia đình Brown, từ đó ả thâm nhập vào nhà và cố gắng bắt Paddington. Nhưng chú gấu tìm cách tự vệ và vô tình gây ra vụ cháy trong nhà bếp. Sau vụ đó ông Henry Brown muốn Paddington chuyển đến ngôi nhà mới càng sớm càng tốt, và bà Mary Brown miễn cưỡng đồng ý.
Paddington rời đi và cố gắng tìm kiếm ông Montgomery Clyde. Cuối cùng chú cũng tìm được ngôi nhà, biết được rằng ông Clyde đã mất nhiều năm trước, và Millicent chính là con gái ông ta. Millicent kể rằng bố của ả đã mất công việc và tư cách thành viên với bảo tàng, vì ông không chịu đem một con gấu Peru về nước Anh, việc đó có thể sẽ làm gia đình ông giàu có. Bây giờ Millicent muốn bắt một con gấu Peru để chính bản thân ả trở nên giàu có và nổi tiếng. Millicent gây mê Paddington rồi chuẩn bị nhồi bông chú gấu, nhưng ông Curry báo tin cho gia đình Brown biết. Gia đình Brown liền phóng nhanh đến bảo tàng, giải cứu Paddington thành công.
Chính phủ trừng phạt Millicent bằng cách bắt ả làm lao công trong một sở thú. Gia đình Brown cho phép Paddington chuyển về sống cùng họ. Paddington viết thư cho dì Lucy, nói rằng chú đang hạnh phúc và đã tìm được một mái nhà.

## Diễn viên
- Ben Whishaw lồng tiếng cho chú gấu Paddington
- Hugh Bonneville vai Henry Brown
- Sally Hawkins vai Mary Brown
- Madeleine Harris vai Judy Brown
- Samuel Joslin vai Jonathan Brown
- Julie Walters vai bà Bird
- Nicole Kidman vai Millicent Clyde
- Jim Broadbent vai Samuel Gruber
- Peter Capaldi vai ông Curry
- Imelda Staunton lồng tiếng cho dì Lucy
- Michael Gambon lồng tiếng cho chú Pastuzo
- Tim Downie vai Montgomery Clyde
- Simon Farnaby vai Barry
- Matt Lucas vai Joe
- Matt King vai Andre
- Nhà văn Michael Bond vai người đàn ông tốt bụng

## Vinh danh
| Sự kiện                              | Hạng mục                                          | Nội dung đề cử            | Kết quả   |
| ------------------------------------ | ------------------------------------------------- | ------------------------- | --------- |
| Giải BAFTA lần thứ 68                | Giải thưởng Alexander Korda cho Phim Anh hay nhất | David Heyman và Paul King | Đề cử     |
| Giải BAFTA lần thứ 68                | Kịch bản chuyển thể hay nhất                      | Paul King                 | Đề cử     |
| Giải thưởng Empire lần thứ 20        | Phim Anh hay nhất                                 | David Heyman và Paul King | Đề cử     |
| Giải thưởng Empire lần thứ 20        | Phim hài hay nhất                                 | David Heyman và Paul King | Đoạt giải |
| Giải Sao Thổ lần thứ 41              | Phim giả tưởng hay nhất                           | David Heyman và Paul King | Đề cử     |
| Giải thưởng South Bank Sky Arts 2015 | Phim hay nhất                                     | David Heyman và Paul King | Đề cử     |
| British Academy Children's Awards    | BAFTA do trẻ em bình chọn - Phim hay nhất         | Paddington                | Đề cử     |
| British Academy Children's Awards    | Phim hay nhất                                     | David Heyman và Paul King | Đoạt giải |